# Государственные крестьяне
Госуда́рственные крестья́не, казённые крестья́не — особое сословие крестьянства в Российской империи XVIII—XIX веков, сложившееся в результате податной реформы Петра I (1724) из различных категорий незакрепощённого земледельческого населения. Государственные крестьяне в середине 19 века составляли половину  земледельческого населения государства по данным Р.А. Андреева или 45 процентов крестьянского населения Европейской России по данным БСЭ.
В отличие от помещичьих крестьян, они считались лично свободными, относились к категории «свободных сельских обывателей», и согласно закону, имели право, при соблюдении определенных требований, менять место жительства и переходить в другое сословие (например, купцы или мещане). Название "государственные крестьяне" обусловлено тем, что они осуществляли выплаты налогов государству, но никогда при этом не принадлежали государству, как крепостные. Государственные крестьяне были обязаны выплачивать государю, как феодальному владельцу земли, оброк, при этом некоторые категории государственных крестьян имели традиции довольно свободного распоряжения казенной землей, включая ее дробление и продажу. Государство систематически ограничивало и нарушало как личную свободу государственных крестьян, включая массовую раздачу в крепостные крестьяне при Павле I, и массовый перевод в военные поселенцы при Александре I и Николае I, так и право и возможность распоряжаться обрабатываемой землей, стремясь добиться такого же прикреплёния к земле, как у крепостных крестьян.
Тем не менее, как отмечает Н.М. Дружинин: "Государственный крестьянин никогда не превращался в крепостного раба, в "вещную" собственность.."(Н. М. Дружинин "Государственные крестьяне и реформа Киселева ", том 1, стр. 34) При отмене крепостного права в 1861 году права государственных крестьян и формы самоуправления, установленные для них в 1838-41 были распространены на бывших крепостных, при этом статус самих государственных крестьян не был изменен; а право полной собственности на землю за выкуп они получили только в 1886 году.

## История государственных крестьян

### В XVIII веке
Государственные крестьяне были оформлены указами Петра I из остатков незакрепощённого земледельческого населения:
- черносошных крестьян;
- сибирских пашенных крестьян;
- однодворцев (служилых людей на чернозёмном пограничье с Дикой степью), 24 ноября 1865 года был издан закон «О поземельном устройстве государственных крестьян», в соответствии с которым сословие было упразднено;
- служилых татар;
- нерусских народностей Поволжья и Приуралья.

Число государственных крестьян увеличивалось за счёт конфискации церковных владений (огромные владения Русской православной церкви были конфискованы Екатериной II), возвращённых, присоединённых и завоёванных территорий (Прибалтики, Правобережной Украины, Белоруссии, Крыма, Закавказья), а также бывших крепостных конфискованных имений шляхтичей и иезуитов Речи Посполитой и других. Кроме того, число государственных крестьян пополняли беглые крепостные (частновладельческие) крестьяне, оседавшие на осваиваемых землях (Башкирии, Новороссии, Северном Кавказе и так далее). Этот процесс (перехода беглых крепостных крестьян в разряд государственных) негласно поощрялся императорской властью. Также увеличению числа государственных крестьян способствовали селившиеся в России иностранные колонисты (немцы, греки, болгары и другие).
Во 2-й половине XVIII века правительство раздало дворянству сотни тысяч душ государственных крестьян. Крестьяне с землей жаловались генералам за победу, за удачное окончание кампании или просто «для увеселения», «на крест или „зубок“ новорожденному. При одной только Екатерине II из казенных и дворцовых имений в частное владение было роздано 400 тыс. ревизских душ. Основная часть пожалований населенных имений Екатериной II была произведена ею в губерниях, присоединенных от Польши. При Александре I пожалование населенных имений было прекращено.

### В XIX веке
В первой половине XIX века практиковались распродажа государственных имений (по сведениям В. Семевского это имело место исключительно в Прибалтике, где крестьяне уже не были крепостными) и передача их в удельное ведомство, в западных губерниях — сдача в аренду помещикам, что однако никогда не делалось в Великороссии, а также перевод государственных крестьян на положение военных поселян. Со стороны дворянства поступали предложения ликвидировать сословие государственных крестьян, передав казённые земли в частные руки. Тем не менее, с 1801 года пожалование населенных имений было прекращено. Но и ранее населенные земли на Севере и в Сибири не жаловались никогда, известны лишь отдельные попытки владельцев превратить их в населённые путём переселения крепостных из Европейской России. Правительство предпочитало использовать для этой цели т.н „дворцовых крестьян“ или крестьян с земель, недавно вошедших в состав России в результате разделов Польши, которые лишь незадолго до этого перестали быть крепостными польских помещиков. Известны лишь отдельные случаи использования казённых крестьян для этой цели до 1801 года.

#### Реформа Киселёва
В результате роста малоземелья и увеличения повинностей в начале XIX века обнаружилось прогрессирующее обеднение государственных крестьян. Чаще стали происходить волнения государственных крестьян против сокращения наделов, тяжести оброков и др. (например, „Холерные бунты“, „Картофельные бунты“ 1834 и 1840—41). Вопрос об изменении управления государственными крестьянами вызвал многочисленные проекты.
В 1830-х годах правительство приступило к реформе управления государственной деревни. В 1837—1841 годах была проведена реформа, разработанная П. Д. Киселёвым: учреждено Министерство государственных имуществ и его местные органы, на которые было возложено „попечительство“ над госкрестьянами через посредство сельской общины. Были ликвидированы барщинные повинности госкрестьян в Литве, Белоруссии и на Правобережной Украине, прекращена сдача госимений в аренду, душевой оброк заменён более равномерным земельно-промысловым сбором.
Убежденный противник крепостного права, Киселёв полагал, что свободу следует вводить постепенно, „чтобы рабство уничтожилось само собою и без потрясений государства“.
Государственные крестьяне получили самоуправление и возможность решать свои дела в рамках сельской общины. Однако крестьяне остались прикреплены к земле. Радикальное реформирование государственной деревни стало возможным только после отмены крепостного права. Несмотря на постепенность преобразований, они наталкивались на сопротивление, поскольку помещики опасались, что чрезмерное освобождение государственных крестьян даст опасный пример владельческим крестьянам.
Киселёв намеревался регламентировать наделы и повинности помещичьих крестьян и частично подчинить их Министерству государственных имуществ, но это вызвало возмущение помещиков и не было реализовано.
Тем не менее, при подготовке крестьянской реформы 1861 составители законодательства использовали опыт реформы Киселёва, особенно в вопросах организации крестьянского самоуправления и определения правового положения крестьян.

#### Выкуп земли государственными крестьянами
24 ноября 1866 года принят закон „О поземельном устройстве государственных крестьян“, по которому за сельскими обществами сохранялись земли, находившиеся в их пользовании на правах „владения“ (прямого пользования). Выкуп наделов в собственность был регламентирован законом от 12 июня 1886 года, сделавшим его обязательным. При осуществлении этих реформ наделы государственных крестьян сократились на 10 % в центральных губерниях, на 44 % — в северных. Выкупные платежи возросли по сравнению с оброчной податью на 45 %. Платежи были рассчитаны на 49½ лет и в некоторых случаях должны были вноситься до 1931 года, но были прекращены с 1 января 1907 года в рамках столыпинской аграрной реформы под влиянием революции 1905 года. Государственные крестьяне Сибири и Закавказья остались в прежнем положении держателей казённой земли, так как на них не были распространены законы 1866 и 1886 годов.

## Положение государственных крестьян
Государственные (казённые) крестьяне жили на государственных землях и платили подати в казну. Предположительно, образцом для юридического определения положения государственных крестьян в государстве послужили коронные крестьяне в Швеции. По закону государственные крестьяне рассматривались как „свободные сельские обыватели“. Государственные крестьяне, в отличие от владельческих, рассматривались как лица, обладающие юридическими правами — они могли выступать в суде, заключать сделки, владеть собственностью. Государственным крестьянам было разрешено вести розничную и оптовую торговлю, открывать фабрики и заводы. Земля, на которой работали такие крестьяне, считалась государственным владением, но за крестьянами признавалось право пользования — на практике крестьяне совершали сделки как владельцы земли. Однако помимо того с 1801 года гос. крестьяне могли покупать и владеть на правах частной собственности „ненаселёнными“ землями (то есть без крепостных крестьян).
Государственные крестьяне имели право пользоваться наделом в размере 8 десятин на душу в малоземельных губерниях и 15 десятин — в многоземельных. Фактические наделы были значительно меньше: к концу 1830-х годов — до 5 десятин в 30 губерниях и 1—3 десятин в 13 губерниях; в начале 1840-х годов 325 тыс. душ не имели надела.
Основная масса государственных крестьян вносила в казну денежный оброк; на территории Прибалтики и Царства Польского казённые имения сдавались в аренду частным владельцам и государственные крестьяне отбывали преимущественно барщину; сибирские пашенные крестьяне сначала обрабатывали казённую пашню, затем вносили продуктовый оброк (позже денежный). В 1-й половине XIX века оброк колебался от 7 руб. 50 коп. до 10 руб. с души в год. По мере увеличения повинностей удельных и помещичьих крестьян денежная рента государственных крестьян становилась относительно меньше, чем повинности других категорий крестьян.
Государственные крестьяне были также обязаны вносить деньги на земские нужды; они платили подушную подать и отбывали натуральные повинности (дорожную, подводную, постойную и др.). За исправное несение повинностей государственные крестьяне отвечали круговой порукой.

## Численность государственных крестьян
Относительная численность государственных крестьян непрерывно росла: по данным 1-й ревизии (1719), их насчитывалось в европейской России и Сибири 1,049 млн душ мужского пола (то есть 19,4 % всего земледельческого населения страны), по 5-й ревизии (1796) — 6,034 млн (41,1 %), а по 10-й ревизии (1858) — 9,345 млн. (43,6 % земледельческого населения). В то же время, согласно Большому Словарю Брокгауза и Ефрона „Крестьяне“ относительная численность крепостных уменьшилась с 45 % в 1747 году до 37 % в 1858 году.
| Удельный вес государственных крестьян относительно общего числа крестьян (в процентах) по годам проведения ревизий |
| |